# 萨希布根杰
萨希布根杰（Sahibganj）是印度贾坎德邦Sahibganj县的一个城镇。总人口80129（2001年）。

## 人口
该地2001年总人口80129人，其中男性42804人，女性37325人；0—6岁人口12686人，其中男6547人，女6139人；识字率63.14%，其中男性为70.17%，女性为55.08%。